# Tempesta sull'oceano Indiano
Tempesta sull'oceano Indiano (Cargo to Capetown) è un film del 1950 diretto da Earl McEvoy.
È un film drammatico a sfondo romantico statunitense con Broderick Crawford, John Ireland e Ellen Drew.

## Produzione
Il film, diretto da Earl McEvoy su una sceneggiatura di Lionel Houser, fu prodotto dallo stesso Houser per la Columbia Pictures Corporation e girato dal 27 giugno al 9 agosto 1949.

## Distribuzione
Il film fu distribuito con il titolo Cargo to Capetown negli Stati Uniti nel 1950 dalla Columbia Pictures.
Altre distribuzioni:
- negli Stati Uniti il 1º aprile 1950
- in Svezia il 13 novembre 1950 (Med våld till sjöss)
- in Finlandia il 16 marzo 1951 (Laiva tulessa)
- in Germania Ovest il 25 maggio 1951 (Ladung für Kapstadt)
- in Austria il 21 settembre 1951 (Ladung für Kapstadt)
- in Brasile (Através do Furacão)
- in Grecia (Fourtouniasmenes thalasses)
- in Francia (S.O.S. - Cargo en flammes)
- in Jugoslavia (Teret za Kejptaun)
- in Italia (Tempesta sull'oceano Indiano)

## Promozione
La tagline è: "The lusty stars of ALL THE KING'S MEN!".